# ديفيس جوزيف
ديفيس جوزيف (31 يوليو 1963 - ) هو لاعب كريكت كندي. شارك في دورة ألعاب الكومنولث 1998. وشارك مع منتخب كندا الوطني للكريكت.

## وصلات خارجية
- ديفيس جوزيف على موقع إي آس بي آن كريك إنفو (الإنجليزية)